# Mormo juncta
Mormo juncta là một loài bướm đêm trong họ Noctuidae.